# Municipio de Springfield (condado de Bucks)
El municipio de Springfield (en inglés: Springfield Township) es un municipio ubicado en el condado de Bucks en el estado estadounidense de Pensilvania. En el año 2000 tenía una población de 4.963 habitantes y una densidad poblacional de 62.2 personas por km².

## Geografía
El municipio de Springfield se encuentra ubicado en las coordenadas 40°32′00″N 75°17′29″O / 40.53333, -75.29139.

## Demografía
Según la Oficina del Censo en 2000 los ingresos medios por hogar en la localidad eran de $60,061 y los ingresos medios por familia eran $64,909. Los hombres tenían unos ingresos medios de $45,063 frente a los $30,592 para las mujeres. La renta per cápita para la localidad era de $29,355. Alrededor del 3,4% de la población estaban por debajo del umbral de pobreza.